# شهرداری کریکو
شهرداری کریکو (به لاتین: Municipality of Krško) یک منطقهٔ مسکونی در اسلوونی است که در اسلوونی واقع شده‌است. شهرداری کریکو ۲۸۶٫۵ کیلومتر مربع مساحت و ۲۵٬۸۳۳ نفر جمعیت دارد و ۱۶۳ متر بالاتر از سطح دریا واقع شده‌است.